# Tres Piedras

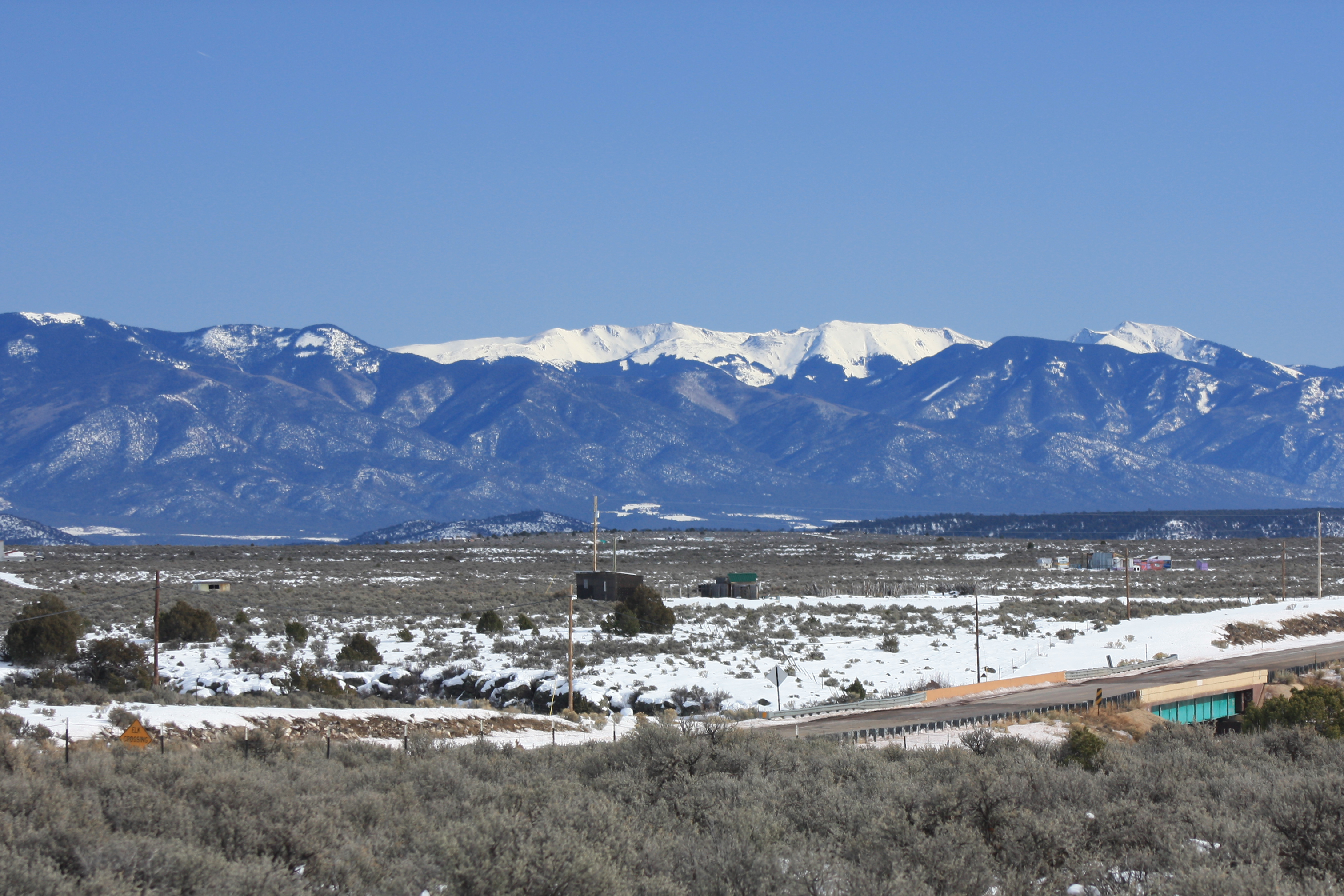
Widok na szczyt Wheeler w górach Sangre de Cristo z Tres Piedras.

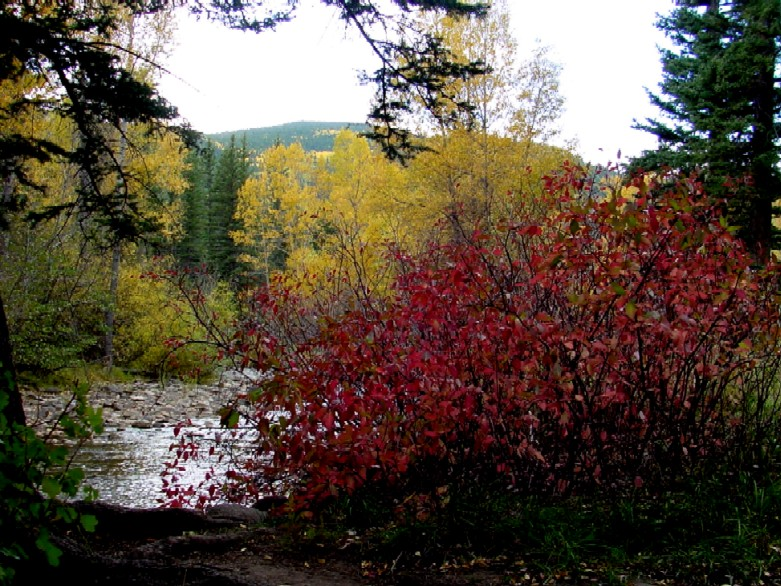
Kolory jesieni w Narodowym Lesie Carson w pobliżu Tres Piedras

Tres Piedras (hiszp: 3 kamienie) – obszar niemunicypalny w północnej części Nowego Meksyku w Stanach Zjednoczonych, w pobliżu Lasu Narodowego Carson.

## Lokalizacja
Tres Piedras położone jest około 48 km na północny zachód od Taos i na zachód od Rio Grande na drodze 64. Znajduje się na wysokości 2400 metrów w południowej części pasma San Juan w Górach Skalistych. Tres Piedras znajduje się na zachodnim skraju równiny szałwii. Wioska, gdzie rosną sosny ponderosa, sąsiaduje z Narodowym Lasem Carson.

## Historia
Nazwa Tres Piedras pochodzi od trzech wychodni granitu, została zasiedlona w 1879 i stała się małą osadą ranczersko-drzewną.
W latach 1880–1941 Tres Piedras służyło jako przystanek kolejowy na linii kolejowej Chili Line, która działa między Antonito w Kolorado i Santa Fe w Nowym Meksyku. We wsi nadal znajduje się stara kolejowa wieża ciśnień.

## Rekreacja
Wieś znajduje się na jednym z dwóch na zachód od Rio Grande (Nowy Meksyk) granitowym obszarze wspinaczkowym.